# Bernardhof

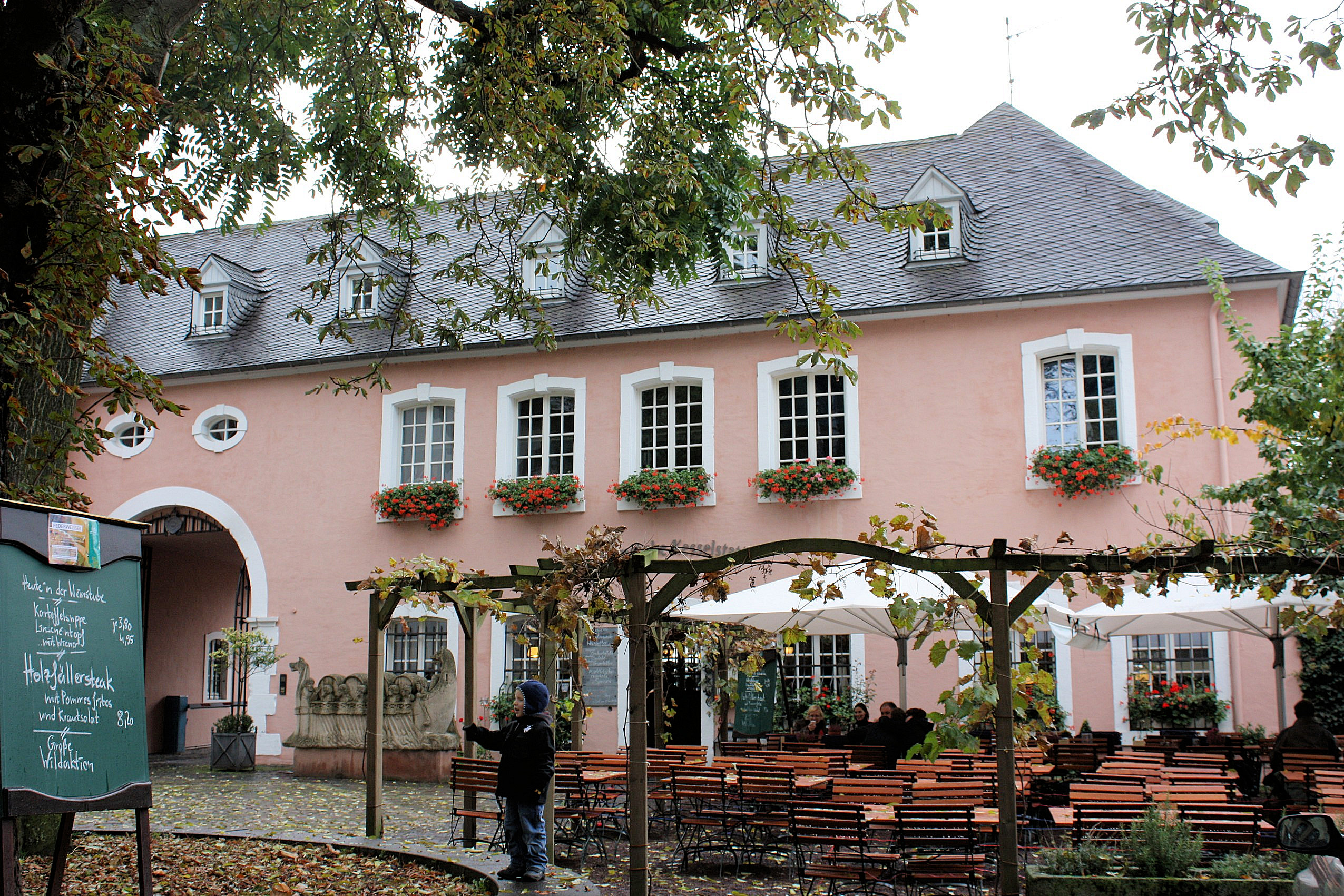
Bernardhof (Weinstube Kesselstatt)

Der Bernardhof ist ein Kulturdenkmal in der Liebfrauenstraße in Trier in Rheinland-Pfalz.
Es befindet sich unmittelbar neben dem Palais Kesselstatt.
Es handelt sich dabei um einen von der Straße zurückgesetzten zweigeschossigen Bau, der im 12. Jahrhundert als Refugium der Abtei Himmerod genannt wurde.
Er wurde barock erneuert und nach der Säkularisation Gräflich Kesselstattsche Rentmeisterei.
Danach wurde er mehrfach verändert und im Inneren entkernt.
Heute befinden sich dort ein Restaurant und die Weinstube Kesselstatt.